# THEぶっちぎりTV
『THEぶっちぎりTV』（ザぶっちぎりティーヴィー）は、2012年4月21日から9月8日まで毎週土曜日19:56 - 20:54（JST、以下略）にTBS系列で放送されていたバラエティ番組である。

## 概要
世界各国から集めたぶっちぎりの衝撃映像を紹介する。
過去8回、『世界ぶっちぎり映像!』のタイトルで単発の特別番組として放送され（最初の5回は『スパモク!!』枠での放送）、改題の上レギュラー化されているが、9月8日の2時間スペシャルを以って終了。

## 単発放送時の正式タイトル・放送日時
※放送日時は日本標準時。視聴率はビデオリサーチ関東地区調べ。
| 回数  | 放送日         | 放送時間      | タイトル                                                    | 備考             | 視聴率 |
| ----- | -------------- | ------------- | ----------------------------------------------------------- | ---------------- | ------ |
| 第1回 | 2010年9月9日   | 19:00 - 20:54 | 世界ぶっちぎり映像!天下無敵の超最強動画 ベストオブベストSP  | 『スパモク!!』枠 |        |
| 第2回 | 2010年12月2日  | 19:00 - 20:54 | 世界ぶっちぎり映像!天下無敵の超最強動画 ベストオブベストSP2 | 『スパモク!!』枠 |        |
| 第3回 | 2011年2月3日   | 19:00 - 20:54 | 世界ぶっちぎり映像(3) 天下無敵の最強動画!ベストオブベストSP | 『スパモク!!』枠 |        |
| 第4回 | 2011年5月19日  | 19:00 - 20:54 | 世界ぶっちぎり映像(4) 超カワイイ爆笑動画!ベストオブベストSP | 『スパモク!!』枠 |        |
| 第5回 | 2011年6月23日  | 19:00 - 20:54 | 世界ぶっちぎり映像(5) 笑撃!話題の新作動画トコトン見せますSP | 『スパモク!!』枠 |        |
| 第6回 | 2011年10月2日  | 19:00 - 20:54 | 世界ぶっちぎり映像6 秋の超新作大放出SP                      |                  |        |
| 第7回 | 2011年12月24日 | 19:00 - 20:54 | 世界ぶっちぎり映像7 大爆笑ビデオ決定版! 超ハッピーXマスSP   |                  |        |
| 第8回 | 2012年1月15日  | 19:00 - 20:54 | 世界ぶっちぎり映像8 新年から超新作動画をドドーンと大放出SP  |                  |        |

## 出演者

### パイロット版
司会
- 青木裕子（当時TBSアナウンサー）：進行も兼務

進行
- ぶっちぎり先輩（ケンドーコバヤシ）：CGキャラクター&声の出演

### レギュラー版
司会
- 青木裕子（当時TBSアナウンサー）：進行も兼務

進行
- ぶっちぎりキング（ケンドーコバヤシ）

ナレーション（単発放送時。レギュラー放送については不明）
- 小山力也
- 阪井あかね
- 垂木勉

常連ゲスト
- 陣内智則
- Hi-Hi（上田浩二郎･岩崎一則）
- つるの剛士
- 三船美佳
- 矢口真里

## ネット局
| 放送対象地域   | 放送局                   | 系列    | 放送日時                 |
| -------------- | ------------------------ | ------- | ------------------------ |
| 関東広域圏     | TBSテレビ (TBS)          | TBS系列 | 土曜 19時56分 - 20時54分 |
| 北海道         | 北海道放送 (HBC)         | TBS系列 | 土曜 19時56分 - 20時54分 |
| 青森県         | 青森テレビ (ATV)         | TBS系列 | 土曜 19時56分 - 20時54分 |
| 岩手県         | IBC岩手放送 (IBC)        | TBS系列 | 土曜 19時56分 - 20時54分 |
| 宮城県         | 東北放送 (TBC)           | TBS系列 | 土曜 19時56分 - 20時54分 |
| 山形県         | テレビユー山形 (TUY)     | TBS系列 | 土曜 19時56分 - 20時54分 |
| 福島県         | テレビユー福島 (TUF)     | TBS系列 | 土曜 19時56分 - 20時54分 |
| 山梨県         | テレビ山梨 (UTY)         | TBS系列 | 土曜 19時56分 - 20時54分 |
| 新潟県         | 新潟放送 (BSN)           | TBS系列 | 土曜 19時56分 - 20時54分 |
| 長野県         | 信越放送 (SBC)           | TBS系列 | 土曜 19時56分 - 20時54分 |
| 静岡県         | 静岡放送 (SBS)           | TBS系列 | 土曜 19時56分 - 20時54分 |
| 富山県         | チューリップテレビ (TUT) | TBS系列 | 土曜 19時56分 - 20時54分 |
| 石川県         | 北陸放送 (MRO)           | TBS系列 | 土曜 19時56分 - 20時54分 |
| 中京広域圏     | 中部日本放送 (CBC)       | TBS系列 | 土曜 19時56分 - 20時54分 |
| 近畿広域圏     | 毎日放送 (MBS)           | TBS系列 | 土曜 19時56分 - 20時54分 |
| 鳥取県・島根県 | 山陰放送 (BSS)           | TBS系列 | 土曜 19時56分 - 20時54分 |
| 岡山県・香川県 | 山陽放送 (RSK)           | TBS系列 | 土曜 19時56分 - 20時54分 |
| 広島県         | 中国放送 (RCC)           | TBS系列 | 土曜 19時56分 - 20時54分 |
| 山口県         | テレビ山口 (tys)         | TBS系列 | 土曜 19時56分 - 20時54分 |
| 愛媛県         | あいテレビ (ITV)         | TBS系列 | 土曜 19時56分 - 20時54分 |
| 高知県         | テレビ高知 (KUTV)        | TBS系列 | 土曜 19時56分 - 20時54分 |
| 福岡県         | RKB毎日放送 (RKB)        | TBS系列 | 土曜 19時56分 - 20時54分 |
| 長崎県         | 長崎放送 (NBC)           | TBS系列 | 土曜 19時56分 - 20時54分 |
| 熊本県         | 熊本放送 (RKK)           | TBS系列 | 土曜 19時56分 - 20時54分 |
| 大分県         | 大分放送 (OBS)           | TBS系列 | 土曜 19時56分 - 20時54分 |
| 宮崎県         | 宮崎放送 (MRT)           | TBS系列 | 土曜 19時56分 - 20時54分 |
| 鹿児島県       | 南日本放送 (MBC)         | TBS系列 | 土曜 19時56分 - 20時54分 |
| 沖縄県         | 琉球放送 (RBC)           | TBS系列 | 土曜 19時56分 - 20時54分 |

## スタッフ

### スペシャル版
以下は『世界ぶっちぎり映像6 秋の超新作大放出SP』（単発放送としての第6回：2011年10月2日放送）のもの
- 構成：平村隼人、若井優介
- TD：穂之上秀男
- カメラ：藤本茂樹
- 音声：大熊一幸
- VE：金野勝
- 照明：福田雅美
- 美術プロデューサー：高津光一郎
- 美術デザイン：道勧英樹
- CG：近藤恵嗣
- 編集：鳥塚幸輔（Glink）
- MA：村尾博一（Glink）
- 音効：齋藤俊郎
- 技術協力：テクノマックス、G-Link Studio
- 海外協力：Duo CC、GREGO社、GALLIX、テレサーチ、NATIVE BRASIL、トレンディ、No.1s
- 編成：宮尾毅
- AP：海老根延之
- TK：山中京子
- 協力：JFK
- AD：榊原亮太、今成方孝
- ディレクター：江種洋二、松井美保、畑村陽平
- 演出：深代琢也
- 映像プロデューサー：関口未来子（JFK）
- プロデューサー：北尾泰博
- 製作：TV BOX、TBS

### レギュラー版
- 企画・編成：宮尾毅
- 構成：遠藤昇輝、今村クニト、矢野了平、川野将一、平村隼人、若井優介
- TM：金澤健一
- TD：寺尾昭彦
- VE：久保澤知史
- カメラ：荒井隆之
- 音声：山羽稔
- 照明：中田学
- 音響効果：太田光則・福永真弓（ZACK）
- 美術プロデューサー：中西忠司
- 美術デザイン：石井健将
- 美術制作：清水久
- 装置：森田正樹
- 操作：志村和広、高久紀子
- 電飾：吉田晃子
- メカシステム：濱口利行
- アクリル装飾：渡邊卓也
- 装飾：後藤千鶴
- 植木装飾：伊東富之
- 衣装：渥美智恵
- 持道具：寺澤麻由美
- 化粧：吉田謙二
- ロケ技術：ジェイ・クルー
- イラスト：成島真衣、近藤恵嗣
- 編集：鳥塚幸輔（Glink）
- MA：村尾博一（Glink）
- ポストプロダクション：G-Link Studio
- 海外協力：Duo CC、GREGO社、NATIVE BRASIL、GALLIX、ブロードウェイカプリス、テレサーチ、No.1s
- 公開放送：廣中信行、松元裕二
- TK：飛田亜也
- 宣伝：眞鍋武
- デスク：大木奈緒子
- AP：鎌倉昭夫、斯波豊、長谷川三芳、松浦あゆみ
- 協力：JFK
- リサーチ：ビスポ
- AD：吉原弘尊、本吉拓也、小林志保
- ディレクター：大槻圭介、堤俊博、岡部剛、菊地泰子、照井有、馬場哉、藤岡秀万、神野基彦、高橋誠一、花輪和伯、永井宏幸、落合圭太、赤堀哲也、立野明史、遠藤雅和
- 演出：井上光紀、深代琢也、吉田雅司
- 映像プロデューサー：関口未来子（JFK）
- プロデューサー：山脇伸介（TBS、途中から）、岡村泰雄（TV BOX）
- チーフプロデューサー：吉橋隆雄（TBS）
- 制作協力：TV BOX
- 製作著作：TBS

## 参考・脚注
1. ↑  初回は19:00 - 20:54に2時間スペシャルを放送。
2. ↑  ローカルセールス枠につき、回によってTBS同時ネットではない局あるいは非ネットとした局が存在する。
3. ↑  2011年4月16日（土）19:00 - 20:54に放送予定であったが、延期され、ローカルセールス枠での放送に変更された。（テレビ山梨・2011年4月の番組表によるもの）